# Таро (рослина)
Та́ро, також часто називають колоказія їстівна, колоказія стародавня, кокоямс, дашин (Colocásia esculénta) — багаторічна рослина, вид роду колоказія (Colocasia) родини кліщинцеві (Araceae).
Популярна харчова рослина Африки, Південно-Східної Азії та інших тропічних регіонів.
Назва «таро» — таїтянська форма яванської назви рослини.

## Ботанічний опис
|                                                                |
| Fitch в журналі Curtis's Botanical Magazine, тому 120, 1894 р. |

Багаторічна трав'яниста рослина.
Коренева система мичкувата, утворює великі підземні бульби діаметром 6–8 см і масою до 4 кг, з безліччю бруньок, частина з яких починає рости й утворює вторинні, більш дрібні бульби. М'якуш бульб у різних сортів може бути білою або забарвленою у кремовий, жовтий, помаранчевий, рожевий чи червоний колір.
Листя великі, серцеподібні або стрілоподібні, довжиною до 1 м і шириною до 50 см, утворюють прикореневу розетку, на довгих, жолобчастих біля основи ніжках до 2 метрів завдовжки.
Квіткові пагони розвиваються з верхівки бруньки бульби. Суцвіття — качан із зеленувато-жовтим покривалом. Верхні його квітки чоловічі, середні — рудиментарні, стерильні, нижні — жіночі.
Плоди — дрібні червоні ягоди з недорозвиненим насінням.
Є безліч різновидів таро, що відрізняються за формою та забарвленням листя, будовою суцвіть. Виведено безліч сортів таро, що відрізняються за формою та будовою бульб, їхнім розміром та кількістю, змістом тих чи інших сполук, смаковими якостями.
Поширення у таро принаймні чотирьох хромосомних рас із числом хромосом у соматичних клітинах 28, 42, 36 і 48 говорить про генетичні неоднорідності рослин, об'єднаних під цією назвою.

## Поширення
Найбільш імовірне місце походження таро — Південна Азія. До Китаю воно проникло в I ст. н. е. і поширилося по островах Тихого океану.
Розведення цієї рослини найбільш успішне на Гаваях та Таїті. Безліч культурних форм рослини існує там і зараз.
Таро — стародавня культура Індії та Єгипту. Її розводять вже понад 2000 років. З рукописів Плінія відомо, що вже у його часи таро використовували в їжу єгиптяни. Пізніше воно з'явилося у тропічній Західній Африці, звідки африканські раби вивезли його до Вест-Індії, а потім таро проникло і на Американський континент. Останнім часом його розводять у тропічній та субтропічній зоні. У дикому вигляді ця рослина не зустрічається.

## Вміст поживних сполук
Бульби таро містять 18 — 20 % дрібнозернистого крохмалю, 0,5 % цукру та понад 3 % білка. У диких видів та деяких культурних бульби та листя містять Рафіду щавлевокислого кальцію, які викликають печіння в роті й розпадаються при варінні.

## Використання
Бульби таро практично неїстівні у сирому вигляді, оскільки викликають сильну печію у роті. Використовуються, зазвичай, у вареному та смаженому вигляді, також з таро роблять різноманітну випічку. Молоде листя та молоді вибілені пагони відварюють та використовують у їжу, подібно до спаржі.
Бульби також використовують для виробництва борошна та спирту і як корм для домашніх тварин.
У Полінезії та Африці з бульб роблять тісто «ну» за допомогою ферментації.
Бульби використовуються у лікарських цілях.

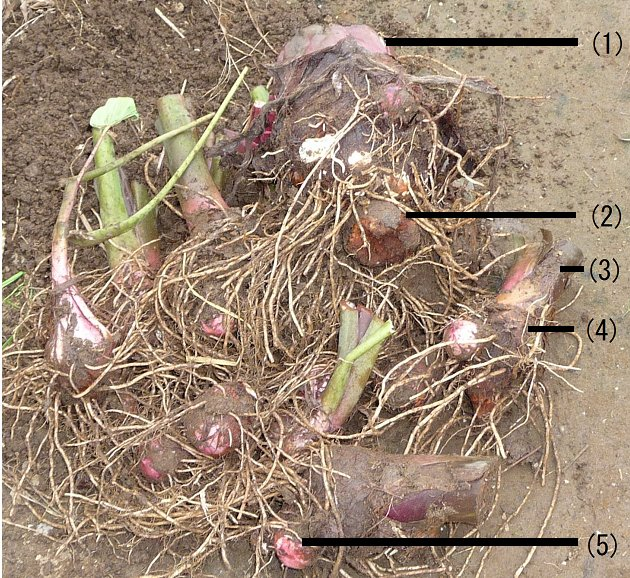
Викопаний японський корінь «сатоїмо» (стебла обрізаються перед посадкою бульб): (1) Залишок стебла від батьківської бульби або бульбоцибулини (сімені сатоїмо), (2) Батьківська бульба або «бульбоцибулина» сатоїмо (3) Залишок стебла від вторинної бульби сатоїмо (4) Вторинна (дитяча) бульба сатоїмо, (5) Третє покоління (внучата бульба) сатоїмо.

Існує кілька культурних різновидів. Варіант з дрібними бульбами має назву «Еддо» (eddoe).

## Культивація
Розмножують таро дрібними вторинними бульбами масою 40–50 грамів. Рослина вологолюбна, багато сортів можуть витримувати тривале затоплення.
Період вегетації залежить від сорту та становить 8–15 місяців. Термін початку збирання визначають за пожовтінням та опаданням листя, зазвичай до цього часу зеленими залишаються один або два листки.
У тропічних умовах викопані бульби можуть зберігатися у невеликих купах під навісами протягом 1–1,5 місяці, для більш тривалого зберігання їх розміщують у спеціальні сховища.

## Таро в Японії
У Японії рослину таро називають «сатоїмо» (яп. 里 芋) — «сільська картопля». Вторинні бульби («дітей» та «онуків»), які відбруньковуються від батьківської бульби «сатоїмо», називають «імоноко» (яп. 芋 の 子, «діти картоплі»). Сатоїмо було поширене у Південно-Східній Азії з кінця періоду Дзьомон, як основний харч у регіоні до розповсюдження рису. Бульби «сатоїмо» часто варять, але іноді натирають та їдять сирим, або готують на пару. Стебло, дзуїкі (яп. 芋 茎), може також бути приготоване різними способами, у залежності від сорту «сатоїмо».